# Майструк, Владимир Фёдорович
Владимир Фёдорович Майструк (укр. Володимир Федорович Майструк ; 1903, г. Проскуров Подольской губернии, Российская империя (ныне г. Хмельницкий, Украина) — январь 1976, Киев, СССР) — украинский советский деятель органов государственной безопасности.

## Биография
Украинец. Сын рабочего. В сентябре 1915 — сентябре 1917 гг. — ученик Проскуровского коммерческого училища. В сентябре 1917 — октябре 1921 гг. — ученик Проскуровской трудовой школы № 4. В октябре 1921 — апреле 1923 г. — ремонтный рабочий шоссейных путей в Проскурове. В апреле 1923 — июне 1924 г. — охранник первого Староконстантиновского моста, позже — безработный в Проскурове.
В июне 1924 — марте 1925 года — ученик-музыкант 1-го кавалерийского полка 1-й кавалерийской дивизии в Проскурове. В марте — октябре 1925 г. — чернорабочий в системе потребительских обществ и мелиоративных работ в Проскурове.
В октябре 1925 — ноябре 1927 г. — красноармеец, курсант, библиотекарь 134-го стрелкового полка 45-й стрелковой дивизии в Киеве.
В июне 1928 года вступил в ВКП(б).
В ноябре 1927 — феврале 1928 г. — штатный пропагандист Проскуровского окружного комитета КП(б) Украины. В феврале 1928 — марте 1929 г. — заведующий агитационно-пропагандистского отдела Проскуровского районного комитета КП(б)У. В марте — июне 1929 г. — инструктор агитационно-пропагандистского отдела Проскуровского окружного комитета КП(б)У. В июне — августе 1929 г. — на курсах переподготовки пропагандистов в Киеве. В августе 1929 — сентябре 1930 г. — заведующий партийным опросом Проскуровского окружного комитета КП(б) Украины.
В сентябре 1930 — феврале 1931 г. — заведующий агитационно-массовым отделом Волковинецкого районного комитета КП(б)У Каменец-Подольской области УССР. В феврале — июне 1931 г. — заведующий культурно-пропагандистским отделом Деражнянского районного комитета КП(б)У. В июне — октябре 1931 — студент подготовительных курсов, а в октябре 1931 — марте 1932 г. — студент Всеукраинского института коммунистической образования в Харькове.
В марте 1932 — марте 1933 г. — слушатель Центральной школы ОГПУ в Москве. В марте 1933 — феврале 1935 г. — заместитель начальника политотдела Титусовской МТС (Винницкая область) по работе ОГПУ — НКВД. В феврале 1935 — ноябре 1937 г. — уполномоченный Томашпольского районного отдела НКВД Винницкой области.
В ноябре 1937 — сентябре 1938 гг. — начальник отделения УГБ УНКВД Винницкой области. В сентябре 1938 — мае 1939 г. — исполняющий обязанности начальника отдела УГБ УНКВД Винницкой области. В мае 1939 — ноябре 1940 гг. — начальник 2-го отдела УГБ УНКВД Винницкой области.
В 1939 году был обвинён в нарушениях социалистической законности во время службы в Винницком УНКВД. 5 мая 1941 года арестован по обвинению по статье 206-17 УК УССР. 17 сентября 1941 уже следственными органами УНКВД Новосибирской области следственное дело по приговору Военного трибунала войск НКВД Киевского округа было прекращено и  была в отношении В. Майструка отменена подписка о невыезде (то есть, по крайней мере, в сентябре он под арестом не был).
В ноябре 1940 — марте 1941 гг. — заместитель начальника УНКВД по Ворошиловградской области. В апреле — августе 1941 гг. — заместитель начальника УНКГБ по Ворошиловградской области. В августе 1941 — декабре 1942 гг. — заместитель начальника УНКВД по Ворошиловградской области.
В декабре 1942 — октябре 1943 г. — в УНКВД по Свердловской области. В октябре 1943 — январе 1944 гг. — заместитель начальника УНКВД по Харьковской и Киевской областях.
В январе — апреле 1944 гг. — заместитель начальника УНКГБ СССР по Тернопольской области. В апреле — октябре 1944 гг. — начальник УНКГБ СССР по Тернопольской области.
9 октября 1944 — 9 декабря 1948 г. — начальник Управления НКГБ-МГБ СССР по Дрогобычской области.
С 9 декабря 1948 по 29 апреля 1952 г. — начальник Управления МГБ СССР по Львовской области. Под его руководством в марте 1950 г. была проведена успешная операция по ликвидации Р. Шухевича, главнокомандующего Украинской повстанческой армией (ОУН-УПА).
С 29 апреля 1952 по 19 марта 1953 г. — начальник Управления МГБ СССР по Житомирской области.
В апреле — июне 1953 года — в резерве МВД УССР. В июне 1953 — августе 1954 г. — заместитель начальника 4-го управления МВД Украинской ССР.
В августе 1954 — апреле 1955 г. — пенсионер в Киеве. В 1955 году заочно окончил Львовский государственный университет имени Ивана Франко.
В апреле 1955 — мае 1959 гг. — заместитель начальника канцелярии по секретному делопроизводству Министерства высшего образования Украинской ССР. В мае 1959 — январе 1976 гг. — начальник 1-го отдела Министерства высшего и среднего специального образования Украинской ССР.

## Звания
- 1936 — младший лейтенант государственной безопасности, лейтенант государственной безопасности
- 1941 — старший лейтенант государственной безопасности
- 1943 — майор
- 29.4.1944 — подполковник
- 9.10.1944 — полковник

## Награды
- 1942 — Орден «Знак Почёта»
- 1944 — Орден Отечественной Войны I степени
- 1945 — Орден Красной Звезды
- 1948 — Орден Трудового Красного Знамени
- 1948 — Орден Красного Знамени (за борьбу с националистическим подпольем на Западной Украине)
- 1950 — Орден Красного Знамени
- семь медалей СССР